# Padunia forcipata
Padunia forcipata là một loài Trichoptera trong họ Glossosomatidae. Chúng phân bố ở miền Cổ bắc.